# Saliamonas Banaitis
Saliamonas Banaitis  pronunciació (?·pàg.) (Districte municipal de Šakiai, 15 juliol de 1866 - Kaunas, 4 de maig de 1933) va ser un impressor lituà, educador i banquer. Va ser un dels 20 signants de la Declaració d'Independència de Lituània el 1918.
Banaitis va fundar el primer taller d'impressió de Lituània a Kaunas el 1905 i va operar fins a 1918. La impremta responia a la demanda acumulada de material escrit en lituà, construïda durant els anys de la prohibició de la llengua lituana, mitjançant la impressió de prop d'1,5 milions d'exemplars de llibres i 2 milions d'exemplars de publicacions periòdiques. A partir de 1915 - 1917 la premsa va publicar el diari "Notícies Kaunas", publicat en alemany i polonès, així com en lituà.
De 1915 a 1918, va fundar una escola secundària en llengua lituana de Kaunas, així com 12 escoles primàries. El 1917 va ser elegit membre del Consell de Lituània. Va fundar l'Associació d'Agricultors de Lituània, el Banc Industrial i Comercial i la Corporació lituana de vaixells de vapor.
S. Banaitis va morir a Kaunas, i fou enterrat al Cementiri Petrašiūnai.